# Rytíř zelené růže

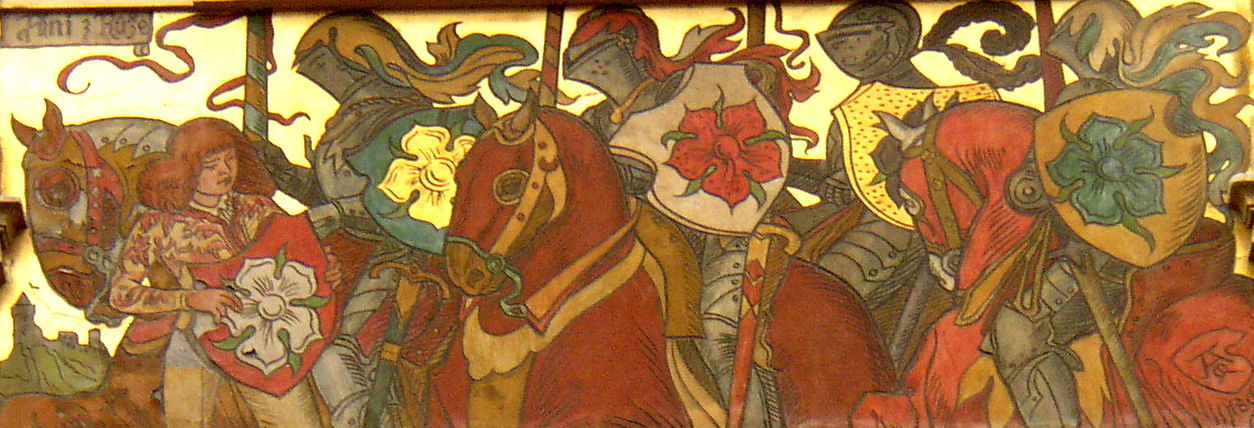
Páni z růže, nástěnná malba Mikoláše Alše na domě č. 10 v Nerudově ulici v Plzni
Vyobrazení pěti větví staročeského rodu Vítkovců

Rytíř zelené růže je historický román, který s podtitulem Záviš z Falkenštejna napsala Zuzana Koubková. Román je její prvotinou. Falkenštejnův rod (staročeský rod Vítkovců který se dělil na pět větví) měl ve znaku pětilistou růži. Větev, k níž náležel Záviš, měla v erbu růži zelenou, proto Rytíř zelené růže. Román byl poprvé vydán roku 2003.

## Obsah

### Historické pozadí
Kniha začíná rokem 1278, bitvou na Moravském poli, v kteréžto bitvě ztratí země koruny české svého krále a jeho syn a nástupce je zatím až přespříliš mladý a tak zem upadá a chátrá. Záviš několik let po bitvě vstoupil do služeb Kunhuty, královny vdovy, a pomáhá mladému králi Václavovi s obnovou českého království. Po Závišově vzestupu na vrchol však následoval pád, který byl završen roku 1290 u Hluboké nad Vltavou

## Existující vydání
- Knižní Klub, Praha 2003, 592 s., ISBN 80-242-1007-X
- Knižní Klub, Praha 2009, 592 s., ISBN 978-80-242-2491-6

| romány Zuzany Koubkové | romány Zuzany Koubkové               | romány Zuzany Koubkové |
| ---------------------- | ------------------------------------ | ---------------------- |
| Předchůdce: není       | první vydání: 2003 Rytíř zelené růže | Nástupce: Kníže Václav |